# Betty, la fea : L'Histoire continue
Betty, la fea : L'Histoire continue (Betty, la fea: la historia continúa) est une série télévisée colombienne produite par RCN Televisión et diffusée à partir du 19 juillet 2024 sur Prime Video. Il s'agit d'une suite de Yo soy Betty, la fea, la deuxième suite de cette série après Ecomoda (es). Elle met en vedette Ana María Orozco et Jorge Enrique Abello (es),.

## Distribution

### Acteurs principaux
- Ana María Orozco (VF : Marie Giraudon) : Beatriz « Betty » Aurora Pinzón Solano
- Jorge Enrique Abello (es) (VF : Constantin Pappas) : Armando Mendoza Sáenz
- Mario Duarte (es) : Nicolás Mora Cifuentes
- Lorna Cepeda (es) : Patricia Fernández
- Natalia Ramírez (es) (VF : Laëtitia Lefebvre) : Marcela Valencia
- Julián Arango (es) (VF : Pierre Tessier) : Hugo Lombardi
- Ricardo Vélez (es) (VF : Mathieu Buscatto) : Mario Calderón
- Carlos « Pity » Camacho (es) : Pascual
- Zharick León (es) (VF : Véronique Desmadryl) : María José « Majo » Arriaga López
- Rodrigo Candamil (es) : Esteban Ruiz Castro
- Juanita Molina (es) (VF : Anaïs Delva) : Camila « Mila » Mendoza Pinzón
- Jerónimo Cantillo (es) : Jefferson « Jeff » Muriel Ramírez
- Sebastián Osorio : Ignacio « Nacho » Ortiz Valencia
- Jorge Herrera (es) : Hermes Pinzón Galarza
- Luces Velásquez (es) (VF : Déborah Perret) : Bertha Muñoz de González
- Julio César Herrera (es) : Freddy Stewart Contreras
- Marcela Posada (es) (VF : Laëtitia Godès) : Sandra Patiño
- Estefanía Gómez (es) : Aura María Fuentes
- Valentina Lagarejo : Carmen Jiménez

### Acteurs secondaires
- Adriana Franco : Julia Solano de Pinzón
- Kepa Amuchastegui (VF : Benoît Allemane) : Roberto Mendoza
- Pilar Uribe (es) : María Beatriz Valencia
- Alberto León Jaramillo (es) : Saúl Gutiérrez

 Source et légende : version française (VF) sur RS Doublage et cartons du doublage français.

## Production
En avril 2023, il a été rapporté que RCN Televisión développait une suite à Yo soy Betty, la fea, avec la série diffusée sur Prime Video. La série a été commandée le 6 juillet 2023, avec Ana María Orozco et Jorge Enrique Abello reprenant leurs rôles. Le tournage a commencé en août 2023,. Le 28 septembre 2023, le casting complet a été confirmé. Le tournage s'est terminé en décembre 2023.

## Diffusion
- Prime Video (2024)

## Autres versions
- Yo soy Betty, la fea (RCN Televisión, 1999-2001)
- Ecomoda (RCN Televisión, 2001)
- Betty Toons (RCN Televisión, 2002)
- Tudo por Amor (TVI, 2002-2003)
- Jassi Jaissi Koi Nahin (Sony Entertainment Television, 2003-2007)
- Esti HaMekho'eret (Channel 2, 2003-2006)
- Sensiz Olmuyor (Show TV, 2005)
- Verliebt in Berlin (Sat.1, 2005-2007)
- Ne rodis krasivoy (STS, 2005)
- La fea más bella (Televisa, 2006-2007)
- Lotte (Tien, 2006-2007)
- Yo soy Bea (Telecinco, 2006-2009)
- Ugly Betty (ABC, 2006-2010)
- Maria, i Aschimi (Mega Channel, 2007-2008)
- Sara (VTM, 2007-2008)
- Ne daj se, Nina (RTL Televizija/Prva Srpska Televizija, 2007-2008)
- Cô gái xấu xí (VTV, 2008-2009)
- Ošklivka Katka (Prima TV, 2008-2009)
- I Love Betty La Fea (ABS-CBN, 2008-2009)
- Chou Nu Wu Di (Hunan TV, 2008)
- Brzydula (TVN, 2008)
- Bela, a Feia (Record, 2009-2010)
- Gogona Gareubnidan (11TV, 2010)
- Misi Betty (TV9, 2011)
- Veto al feo (Ecuavisa, 2013)
- Heba Regl El Ghorab (OSN, 2014)
- Ugly Betty Thailand (Thairath TV, 2015)
- Betty en NY (Telemundo, 2019)
- Timoucha (EPTV, 2020-2021)
- uBettina Wethu (SABC 1, 2021)
- Moja uljublena Straško (1+1, 2021)